# Макензи, Джордж, 2-й граф Сифорт
Джордж Маккензи (англ. George Mackenzie; 1608 — 1651), 2-й граф Сифорт c 1633 года — шотландский государственный деятель, ковенантер и полководец середины XVII века, лидер клана Маккензи.

## Биография
Старший сын Кеннета Маккензи, 1-го лодра Маккензи из Кинтайла (ок. 1569—1611), и его второй жены Изобель Огилви, дочери сэра Гилберта Огилви из Паури и Сибиллы Драммонд. Джордж Макензи был братом Колина Макензи, 1-го графа Сифорта, который сильно упрочил положение клана Макензи в северной Шотландии, сделав ставку на центральную власть и руководя подавлением мятежей других горных кланов. В 1633 году, после смерти Колина, Джордж Маккензи унаследовал его титулы и стал 14-м вождем клана Маккензи.
После начала в 1637 году восстания в Шотландии против королевского абсолютизма и попыток реформирования пресвитерианской церкви, Джордж вместе со своим кланом примкнул к восставшим и поддержал принятие «Национального ковенанта» 1638 года.
В период Епископских войн 1639—1640 годов граф Сифорт успешно действовал против роялистов северо-восточной Шотландии во главе с маркизом Хантли. Позднее он примкнул к группе Монтроза в ковенантском движении, выступавшей с умеренных позиций, и стал одним из инициаторов так называемого «Камбернодского союза» 1641 года, направленного против протестантских экстремистов и, прежде всего, против графа Аргайла.
Однако, после начала в 1644 году гражданской войны в Шотландии Сифорт и клан Макензи выступили не на стороне Монтроза, а поддержали правительство ковенантеров. В феврале 1645 года почти пятитысячная армия Сифорта выступила навстречу сравнительно небольшому отряду роялистов во главе с Монтрозом, который двигался по долине Грейт-Глен к Инвернессу. В войска Сифорта входили не только члены клана Макензи, но и представители кланов Фрейзер, Сазерленд и Синклэр. Маркиз Монтроз, однако, предпочёл сразиться с другой армией, двигавшейся ему вслед, во главе которой стоял маркиз Аргайл. В битве при Инверлохи Аргайл был наголову разбит и бежал с поля боя. Эта победа Монтроза заставила графа Сифорта перейти на сторону роялистов.
В марте 1645 года отряды Макензи присоединились к армии маркиза Монтроза. Позднее, когда в конце 1645 года роялисты потерпели поражение, Сифорт объяснял свой переход к Монтрозу боязнью за свой клан, который могла постичь судьба Кэмпбеллов, чьи земли были разорены и несколько сотен членов которого было убито шотландско-ирландскими бандами Монтроза.
В 1648 году граф Сифорт набрал четырёхтысячную армию для поддержки экспедиции «ингейджеров» герцога Гамильтона против англичан. Однако лидеры ковенантеров отказались от услуг графа, сочтя его действия в период гражданской войны нелояльными парламенту Шотландии. Разгром войск Гамильтона Оливером Кромвелем в августе 1648 года в битве при Престоне привел к власти в Шотландии ультра-протестантов, в результате чего Сифорт был вынужден эмигрировать из страны. Он присоединился ко двору Карла II, изгнанного Английской революцией и нашедшего временное пристанище в Голландии.
В феврале 1649 года, видимо при участии графа Сифорта, клан Макензи в Шотландии поднял восстание против правительства ковенантеров в поддержку короля Карла II. Восстание продолжалось несколько месяцев, пока в мае 1649 года не было подавлено парламентской армией Дэвида Лесли. Поражение этого выступление сыграло свою роль в крахе экспедиции маркиза Монтроза в 1650 году в Северную Шотландию: ослабленный клан Макензи не смог прийти на помощь войскам Монтроза, тот потерпел поражение и был пленён.
Граф Сифорт скончался в возрасте 43 лет в 1651 году в Голландии.

## Семья
В январе 1627/1628 года Джордж Маккензи женился на Барбаре Форбс, дочери Артура Форбса, лорда Форбса (1581—1641), и Джин Эльфинстоун. у супругов было как как минимум восемь детей, включая старшего сына и преемника Кеннета. Дети:
- Кеннет Маккензи, 3-й граф Сифорт (1635 — декабрь 1678), преемник отца
- Леди Джин Маккензи, 1-й муж — Джон Эрскин, 21-й/4-й граф Мар (ум. 1668), 2-й муж — Эндрю Фрейзер, 3-й лорд Фрейзер (ум. 1674)
- Леди Маргарет Маккензи (ум. 1692), муж — сэр Уильям Синклер из Мея, 2-й баронет
- Леди Барбара Маккензи, жена сэра Джона Уркарта из Кромарти (1633—1678).
- Джордж Маккензи
- Достопочтенный Колин Маккензи
- Родерик Маккензи
- Джон Маккензи из Гринара, женат на Кристиан Маккензи.